# 乔治·佩里

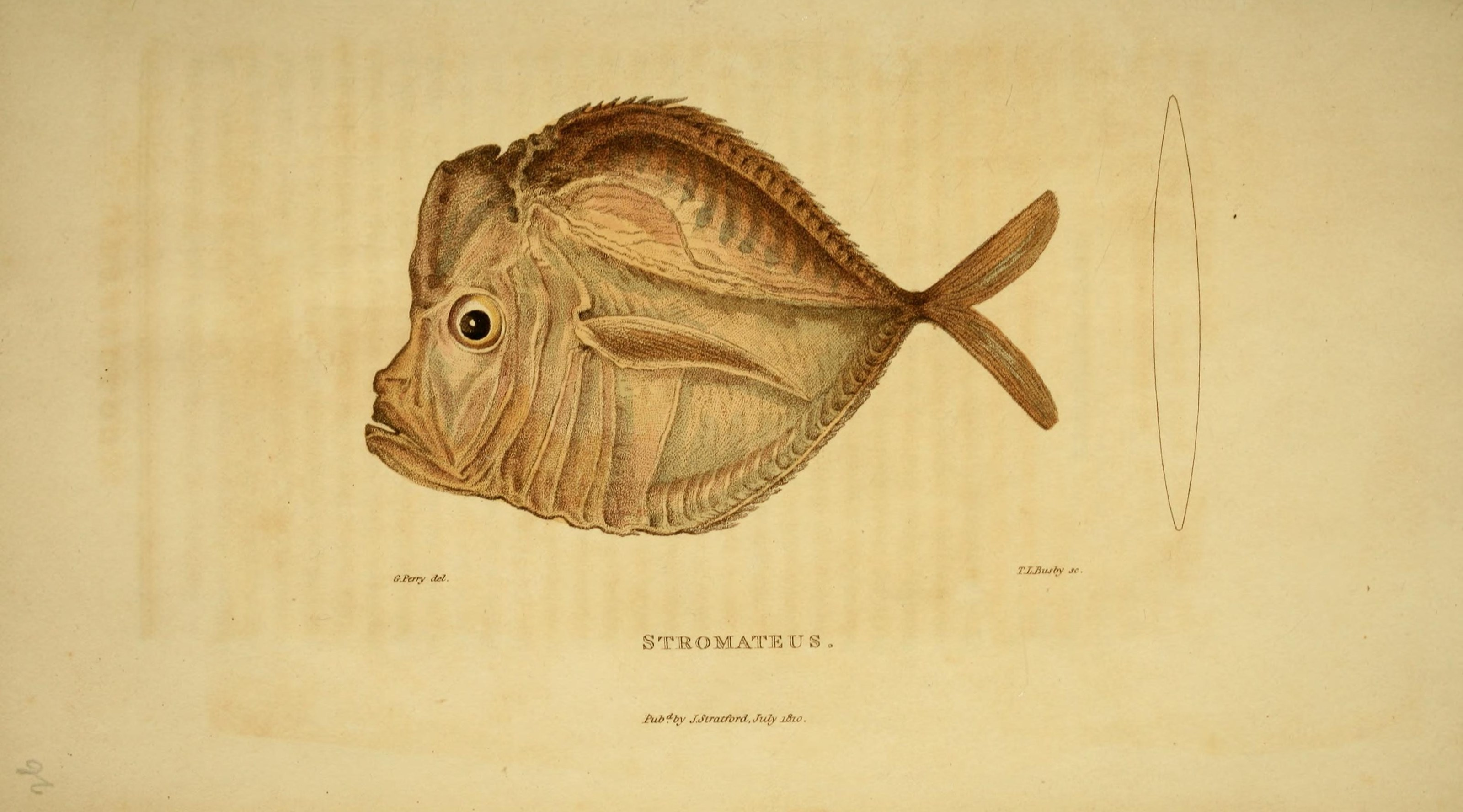
《奥秘》的底片

乔治·佩里（George Perry，1771年—19世纪），19世纪英格兰博物学者、软体动物学家。
他因两部自然历史著作闻名：
- 《奥秘；或自然历史的博物馆》(Arcana; or the museum of natural history)，1810年1月到1811年9月一月一版；
- 《贝类，或贝壳的自然历史》(Conchology, or the natural history of shells)，1811年出版[1]